# Zhu Juefeng
Zhu Juefeng (5 de maio de 1964) é uma ex-handebolista chinesa, medalhista olímpica.
Zhu Juefeng fez parte do elenco da medalha de bronze inédita chinesa, em Los Angeles 1984.